# Geo Chavez
Geo Chavez (Párizs, 1887. január 13. – Domodossola, Olaszország, 1910. szeptember 28.) francia–perui mérnök, a repülés egyik úttörője, pilóta. Teljes neve Jorge Chávez Dartnell.

## Életpályája
1908-ban szerzett mérnöki diplomát. A Henry Farman és Maurice Farman pilótaiskolájában 1910. február 28-án szerzett repülő engedélyt. Még ebben évben részt vett a Franciaországon keresztüli versenyen. 1910. augusztus 8-án egy Louis Blériot monoplánnal 1647 méteres magasságon átrepült Angliába, majd Párizs felett 2700 méteres magassági rekordot állított fel. Egy olasz repülőklub 20 000 dolláros díjat tűzött ki annak, aki átrepüli az Alpokot. Úgy döntött, hogy megkísérli átrepülni az Alpok hegységet. 1910. szeptember 23-án 2400 méter magasságban, 42 perc alatt átrepült az Alpokon, de a cél előtt repülőgépe szétesett – a hideg hatására több alkatrész szétfagyott –, mielőtt leszállhatott volna.

## Emlékezete
Több szobrot, emlékművet állítottak emlékére. Hamvait 1957-ben Peruba szállították.
Lima repülőterének neve: Aeropuerto Internacional Jorge Chávez.